# Trentepohlia hepatica
Trentepohlia hepatica är en tvåvingeart som beskrevs av Alexander 1960. Trentepohlia hepatica ingår i släktet Trentepohlia och familjen småharkrankar.
Artens utbredningsområde är Madagaskar. Inga underarter finns listade i Catalogue of Life.